# Dimos Chios
Dimos Chios (Chios) är en kommun i Grekland.   Den ligger i prefekturen Chios och regionen Nordegeiska öarna, i den östra delen av landet, 210 km öster om huvudstaden Aten. Antalet invånare är 51 773. Arean är 842 kvadratkilometer. Dimos Chios ligger på ön Chios.
Terrängen i Dimos Chios är huvudsakligen kuperad, men norrut är den bergig.